# Suramericano de Natación de 2004 - 100 m. Libre Masculino
La prueba de 100 m libre masculino del campeonato sudamericano de natación de 2004 se realizó el 28 de marzo de 2004, el cuarto y último día de competencias del campeonato. Siete nadadores lograron la marca clasificatoria de la prueba para los Juegos Olímpicos de Atenas 2004.

## Resultados
| Posición | Carril | Nadador                | Tiempo     |
| -------- | ------ | ---------------------- | ---------- |
| 1        | 1      | Luis Rojas             | 50.22. MCO |
| 2        | 5      | Jader Souza            | 50.61. MCO |
| 3        | 7      | Gustavo Borges         | 51.11. MCO |
| 4        | 2      | Nicolas Mafio          | 51.89. MCO |
| 5        | 5      | Maximiliano Schnettler | 51.94. MCO |
| 6        | 6      | Matias Aguilera        | 52.01. MCO |
| 7        | 3      | Paul Kutscher          | 52.12. MCO |
| 8        | 8      | Francisco Paez         | 52.60.     |

- MCO: Marca Clasificatoria a Olímpicos.